# Eucereon velutinum
Eucereon velutinum är en fjärilsart som beskrevs av William Schaus 1896. Eucereon velutinum ingår i släktet Eucereon och familjen björnspinnare. Inga underarter finns listade i Catalogue of Life.